# Галяйтнер, Зильке Биргитта
Зильке Биргитта Галяйтнер (нем. Silke Birgitta Gahleitner, род. в 1966 году) — немецкий психотерапевт, социальный работник и учёный специалист по социальной работе.

## Биография
Галяйтнер получила высшее образование по специальности «Социальная работа» в Элис-Саломон-Хохшуле в Берлине, после чего защитила диссертацию (Dr.) по клинической психологии в Свободном университете Берлина и диссертацию (Dr. habil.) по наукам о воспитании в Университете Дрездена. Галяйтнер имеет частную практику, где работает в качестве психотерапевта с травматизированными девочками. С 2006 года также работает в качестве профессора клинической психологии и социальной работы с уклоном в области психотерапии в Элис-Саломон-Хохшуле.